# Rafael Fortún
Rafael Emilio Fortún Chacón (* 5. August 1919 in Camagüey; † 22. Juni 1982 ebenda) war ein kubanischer Sprinter.
1946 gelang ihm bei den Zentralamerika- und Karibikspielen in Barranquilla ein Doppelsieg über 100 und 200 Meter. Bei den Olympischen Spielen 1948 in London erreichte er über beide Distanzen das Halbfinale.
1950 verteidigte er bei den Zentralamerika- und Karibikspielen in Guatemala-Stadt seinen Titel über 100 Meter und gewann Silber über 200 Meter. Im Jahr darauf triumphierte er bei den Panamerikanischen Spielen 1951 in Buenos Aires über 100 und 200 Meter und holte mit der kubanischen Mannschaft Silber in 4-mal-100-Meter-Staffel.
1952 schied er bei den Olympischen Spielen in Helsinki über 100 Meter, 200 Meter und mit der kubanischen 4-mal-100-Meter-Stafette im Halbfinale aus.
1954 holte er bei den Zentralamerika- und Karibikspielen in Mexiko-Stadt seinen dritten Titel über 100 Meter, und 1955 wurde er bei den Panamerikanischen Spielen in Mexiko-Stadt Fünfter über 100 Meter.
1955 beendete er seine aktive Karriere und war nach der Kubanischen Revolution von 1959 als Trainer tätig.
Fortún starb 1982 zwei Monate vor der Eröffnungsfeier der Zentralamerika- und Karibikspiele in Havanna, bei der er als Fackelträger vorgesehen war.
Der kubanische Sportverband benannte den jährlich in seiner Heimatstadt Camagüey abgehaltenen nationalen Sprintwettkampf sowie die örtliche Leichtathletikarena sowie die Sporthalle nach ihm. Der Leichtathletikverband Zentralamerikas und der Karibik nahm ihn in seine Ruhmeshalle auf. Er wurde zu einem der hundert besten Leichtathleten des Zwanzigsten Jahrhunderts seines Landes gewählt.

## Persönliche Bestzeiten
- 100 m: 10,4 s, 9. Dezember 1946, Barranquilla
- 200 m: 21,1 s, 21. Mai 1951, Havanna